# علي أباد طبانتشة
علي أباد طبانتشة (بالفارسية: علی‌آباد طپانچه) هي قرية تقع في قسم دة عباس الريفي (مقاطعة اسلام شهر) في إيران. يقدر عدد سكانها بـ 4,562 نسمة .